# Weinolsheim
Weinolsheim là một đô thị thuộc huyện Mainz-Bingen, bang Rheinland-Pfalz, Đức. Đô thị này có diện tích 5,92 km2.
Đô thị này nằm ở Rhenish Hesse. 
Các đô thị giáp ranh: Dalheim, Dolgesheim, Friesenheim và Uelversheim.

## Kết nghĩa
- Brochon, Côte-d'Or, Pháp